# Gos de muntanya dels Pirineus
El gos de muntanya dels Pirineus, també conegut per Muntanya dels Pirineus i Gran Pirineu (en occità: paton), és una raça de gos grossa i majestuosa, emprada tradicionalment per a la protecció del bestiar (gos pastor de guarda, gos ramader o ca de bestiar) a les pastures del Pirineu (especialment ovelles), i com a gos guardià. No s'ha de confondre amb el mastí del Pirineu, similar en nom i característiques, però que forma una raça totalment diferent.

## Mida i característiques físiques
Es considera un gos molós, per bé que de trets més estilitzats i no tan arrodonits com és habitual en aquest tipus. És una de les races de gos més grossos existents. Els mascles adults pesen entre 50 i 60 kg, i solen fer entre 70 i 80 cm d'alçada fins a la creu. Les femelles són una mica més petites, entre 40 i 50 kg de pes i de 65 a 75 cm d'alçada. El pelatge és molt gruixut, de color majoritàriament blanc amb taques grises o de color crema a cara, potes i de vegades el cos. Només un de cada quatre presenta un pelatge totalment blanc.
No sol superar els 10-11 anys de vida.
Una altra de les seves característiques diferenciadores és la presència de sis dits a les potes del darrere en comptes dels cinc habituals, tret suposadament cercat pels criadors originals per millorar la tracció en terrenys nevats.

## Origen i història
El Muntanya dels Pirineus és una de les races més antigues documentades, emprada al llarg de gairebé un mil·lenni pels pastors bascos, sobretot a la zona del sud de França, el vessant nord dels Pirineus, d'on va rebre el nom. Degut a la seva grandària i aspecte, va ser el gos oficial de la casa reial francesa fins a la seva desaparició arran de la Revolució Francesa.
Avui dia l'espècie ha superat amb escreix el seu àmbit geogràfic d'origen, i és especialment valorada a Austràlia i els Estats Units d'Amèrica com a gos pastor i guardià en grans extensions de praderia.